# Каменка (платформа, Гродненская область)
«Каменка» (белор. Каменка) — остановочный пункт дизель-поездов в Островецком районе Гродненской области. Расположен на перегоне «Ошмяны — Гудогай» между остановочным пунктом Скрестины и станцией Гудогай.
Остановочный пункт расположен у моста через одноименную реку рядом с деревней Слободка.

## В пути
Время в пути от станции Молодечно около 94 минут.